# La Anunciación (Retablo de María de Aragón)
La Anunciación es un lienzo realizado por Doménikos Theotocópuli —el Greco— que formaba parte del Retablo de doña María de Aragón. Actualmente pertenece a las colecciones del Museo del Prado.

## Análisis de la obra

### Datos técnicos y registrales
- Madrid, Museo del Prado, n º. de catálogo P003888;[3]
- Pintura al óleo sobre lienzo; 315 x 174 cm;
- Datación: documentado en 1596-1600, según Wethey (1597-1600, según el Museo del Prado);
- Firmado con letras griegas en cursiva, en el escalón bajo el cesto: δομήνικος θεοτοκóπουλος ε'ποíει;[4]
- Consta con el n º. 13 en el catálogo razonado de Harold Wethey, y por Tiziana Frati con la referencia 107-b.[5]

### Descripción de la obra
Según Wethey, ninguna otra obra del Greco iguala el brillo y la riqueza del colorido de este lienzo. Los vívidos ropajes del arcángel Gabriel contrastan con sus alas grises, produciendo un efecto deslumbrante. La túnica rosada de la Virgen está cuajada de destellos blancos, y su manto azul oscuro destacan sobre las nubes grises y azules, animadas por las cabezas grises de los querubines. El arbusto verde arde con llamas blancas sobre la canasta rosa y blanca, mientras que la paloma del Espíritu Santo revolotea en una reluciente luz amarillenta. El concierto de ángeles, variado y vivaz, resulta armonioso con sus ropajes verdes, anaranjados, marrones, blancos y azules pálidos, que contribuyen en gran medida a la colorida belleza de esta obra.
El Greco renuncia a representar la estancia, centrándose en la intrusión del mundo celestial. Solamente el reclinatorio ofrece una referencia ambiental, ya que la zarza ardiente simboliza la pureza de María —a la vez que prefigura a Jesucristo— y el cesto es una alusión al velo del Templo de Jerusalén. En versiones anteriores, el pintor había representado a la Virgen sentada y con una mano en el libro, sorprendida por la aparición de Gabriel. En este lienzo, María aparece arrodillada hacia el arcángel, con sus brazos en un signo de aceptación de la voluntad divina. Esto y el hecho de que Gabriel cruce los brazos sobre su pecho en actitud de adoración, indica que este es el momento preciso de la Encarnación.
En el centro de la obra, la paloma del Espíritu Santo está rodeada de serafines, representados —según relata el Pseudo Dionisio Areopagita— como formas casi incorpóreas, translúcidas, y en continuo movimiento. En la parte superior, el coro angelical entona himnos con el sonido de la flauta, el salterio, el arpa y la viola da gamba. En este lienzo no hay elementos superfluos: los personajes, gestos, objetos y luz tienen un significado específico, necesario para la comprensión del episodio, sin que esto vaya en detrimento de su belleza formal. Se trata de una pintura "incendiada" por el sentimiento, el color y por las formas, que parecen desarrollarse sin fin, siguiendo ritmos helicoidales, que son la clave para la unificación de todos los elementos de la obra.

## Procedencia
- Retablo mayor del colegio de doña María de Aragón; Madrid;
- Museo de la Trinidad; Madrid. (número-120).[10]